# Свенн-Ларссон, Анна
Анна Свенн-Ларссон (швед. Anna Swenn-Larsson; 18 июня 1991 года в Мура, Швеция) — шведская горнолыжница, двукратный призёр чемпионатов мира, участница Олимпийских игр 2014, 2018 и 2022 годов. Специализируется в слаломе.

## Карьера

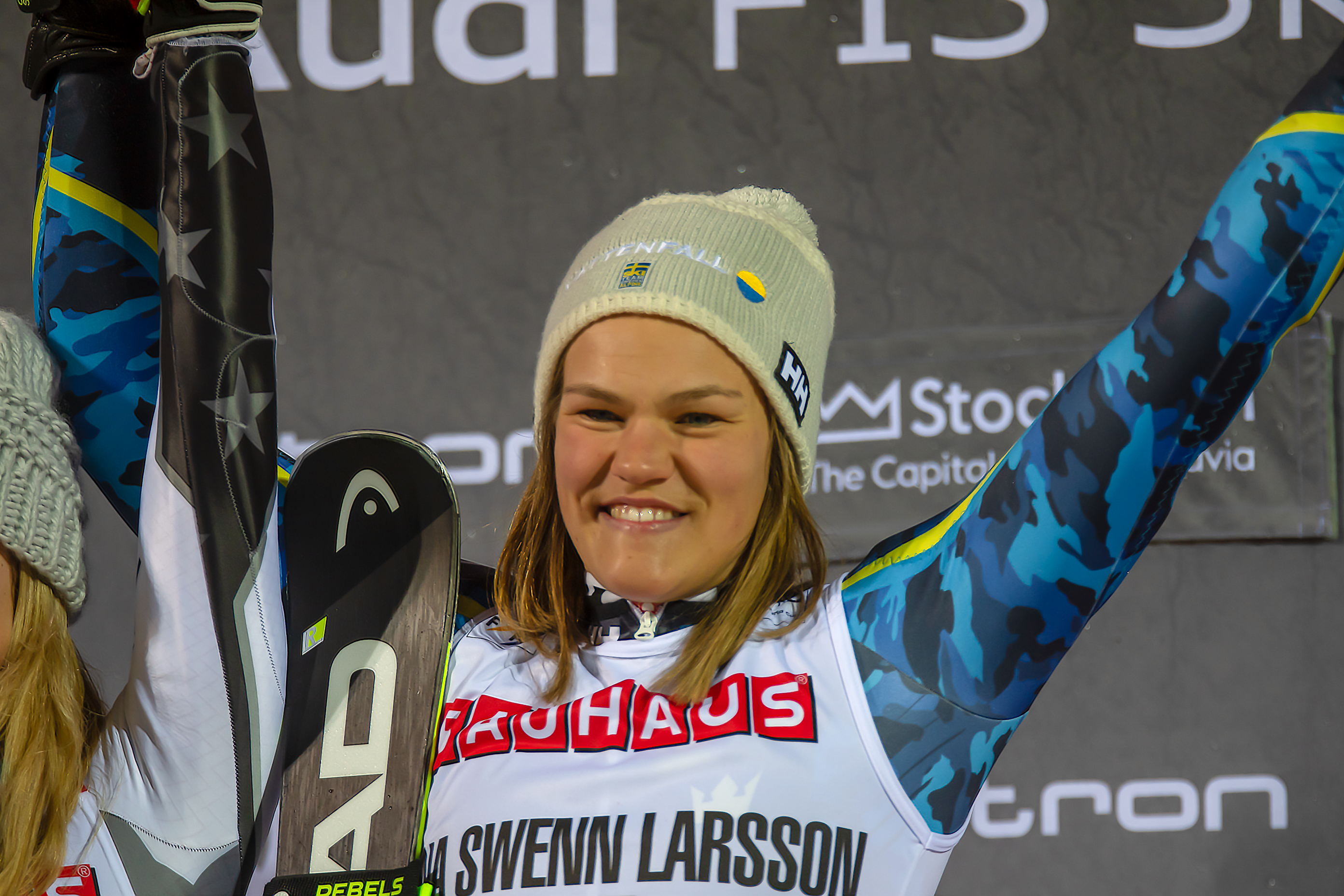
2019 год

Свенн-Ларссон дебютировала в гонках FIS в декабре 2006 года и на Кубке Европы в Рованиеми, заняв 39-е место в специальном слаломе. В той же специальности она поднялась на свой первый подиум 11 декабря 2010 года на трассе в итальянской Грессоне-Ла-Трините. Через несколько дней она дебютировала на этапе Кубка мира в гигантском слаломе в Куршевеле, заняв 26-е место.
В 2011 году Свенн-Ларссон приняла участие в чемпионате мира среди юниоров в Кран-Монтана, завоевав серебряную медаль в специальном слаломе и опередив австрийку Джессику Депаули. Два года спустя она дебютировала на Чемпионате мира 2013 года в Шладминге, где заняла 23-е место в специальном слаломе.
14 декабря 2013 года Анна одержала свою первую победу в Кубке Европы в параллельном слаломе в Сан-Виджильо (ит.).
На Олимпийских играх в Сочи Свенн-Ларссон заняла 11-е место в специальном слаломе. В марте 2014 года поднялась на свой первый подиум на этапе Кубка мира на трассе Оре.
На Чемпионате мира 2015 года в Вейле/Бивер-Крик завоевала бронзовую медаль в командном соревнование и стала 22-й в специальном слаломе.
Спустя два года на Чемпионате мира 2017 года в Санкт-Морице Свенн-Ларссон заняла 16-е место в специальном слаломе.
На зимних Олимпийских играх 2018 года в Пхёнчхане заняла 5-е место в специальном слаломе и 5-е место в составе команды Швеции.
Через год на Чемпионате мира 2019 года в Оре завоевала серебряную медаль в специальном слаломе и стала 5-й в командном турнире.
На Олимпийских играх 2022 года заняла девятое место в слаломе.
27 ноября 2022 года в возрасте 31 года впервые выиграла этап Кубка мира. 11 февраля 2024 года выиграла свой второй этап Кубка мира, победив в слаломе в Сольдеу.

## Выступления на крупнейших соревнованиях

### Олимпийские игры
| Олимпийские игры | Скоростной спуск | Супергигант | Гигантский слалом | Слалом | Комбинация | Команды |
| ---------------- | ---------------- | ----------- | ----------------- | ------ | ---------- | ------- |
| 2014 Сочи        | —                | —           | —                 | 11     | —          | —       |
| 2018 Пхёнчхан    | —                | —           | —                 | 5      | —          | 5       |
| 2022 Пекин       | —                | —           | —                 | 9      | —          | —       |

### Чемпионаты мира
| Чемпионат мира         | Скоростной спуск | Супергигант  | Гигантский слалом | Слалом       | Комбинация   | Команды      |
| ---------------------- | ---------------- | ------------ | ----------------- | ------------ | ------------ | ------------ |
| 2013 Шладминг          | —                | —            | —                 | 23           | —            | -            |
| 2015 Бивер-Крик        | —                | —            | —                 | 22           | —            | 3            |
| 2017 Санкт-Мориц       | —                | —            | —                 | 16           | —            | —            |
| 2019 Оре               | —                | —            | —                 | 2            | —            | 5            |
| 2021 Кортина-д’Ампеццо | Не выступала     | Не выступала | Не выступала      | Не выступала | Не выступала | Не выступала |
| 2023 Мерибель          | —                | —            | —                 | DNF2         | —            | —            |

### Кубок мира

#### Победы на этапах Кубка мира (2)
| № | Сезон   | Дата        | Место      | Дисциплина |
| - | ------- | ----------- | ---------- | ---------- |
| 1 | 2022/23 | 27 ноя 2022 | Киллингтон | Слалом     |
| 2 | 2023/24 | 11 фев 2024 | Сольдеу    | Слалом (2) |